# Höggrundet, Nykarleby
Höggrundet är en ö i Finland. Den ligger i Norra kvarken eller Bottenviken och i kommunen Nykarleby i den ekonomiska regionen  Jakobstadsregionen i landskapet Österbotten, i den västra delen av landet. Ön ligger omkring 49 kilometer nordöst om Vasa och omkring 390 kilometer norr om Helsingfors.
Öns area är 1,2 hektar och dess största längd är 190 meter i nord-sydlig riktning.